# Samuel Rowbotham

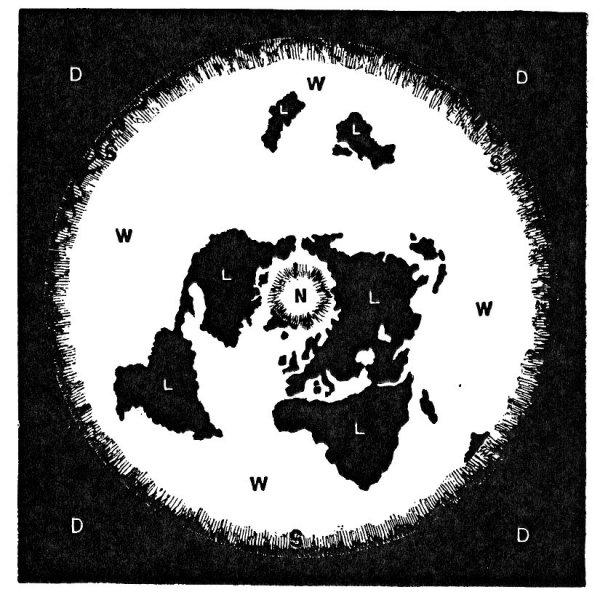
Mapa de la Terra plana segons Rowbotham

Samuel Birley Rowbotham (Didsbury Chapelry, 1816, 23 de desembre del 1884) va ser un escriptor i inventor britànic. Va escriure Zetetic astronomy: the Earth not a globe sota el pseudònim de "Parallax". Originalment, el seu treball es va publicar com a un fullet de 16 pàgines (1849) i després es va expandir en un llibre (1865). Rowbotham va postular que la Terra era una superfície plana tancada el centre de la qual era el pol nord i la vora exterior del qual està vorejat per una paret de gel, amb el Sol, la Lluna, els planetes i les estrelles a tan sols uns centenars de milles sobre la seva superfície.

## Biografia
Rowbotham va néixer a Didsbury Chapelry, un petit districte als afores de Manchester, el 1816.
Des de jove es va mostrar piadós però rebel.  Tal com va explicar 50 anys més tard, entorn dels 7 anys va començar a dubtar de Newton. Poc després va ser enviat a viure amb el seu avi patern, que era admirador de Newton, i després que l'avi l'hi ensenyes algunes meravelles astronòmiques, Samuel va seguir sense acabar de convèncer-se.
A mesura que creixia, Rowbotham va estudiar la Bíblia i va trobar en aquest llibre la confirmació de les seves sospites astronòmiques. No obstant això, per a Rowbotham, la religió no s'havia d'impulsar basant-se en una creença sinó demostrant-ho científicament. Després va llegir àmpliament la literatura científica popular i va assistir a conferències sobre diversos aspectes de la ciència. En aquesta època, Rowbotham va abraçar les idees del socialista Robert Owen donant, a vegades, conferències a grups de owenites sobre temes científics demostrant ser un orador talentós.
Rowbotham va començar com a organitzador d'una comuna owenita en The Fens, on va formular les seves idees sobre la Terra. Després de mesurar la falta de curvatura en les rases de drenatge llargues i rectes del riu Bedford en el seu primer experiment del nivell del Bedford, es va convèncer de la planícia de la Terra i va decidir començar a donar conferències sobre el tema. Es va prendre una mica de temps per a aprendre el seu ofici, fugint d'una conferència en Blackburn quan no va poder explicar, perquè els cascos dels vaixells desapareixien davant els seus mastelers quan navegaven mar endins. No obstant això, com va persistir a omplir els passadissos cobrant sis penics (per conferència, la seva habilitat per debatre es van perfeccionar tant que va poder "contrarestar cada argument amb enginy i habilitat consumada".
Quan finalment, se li va imposar un desafiament en Plymouth en 1864 per acusacions que no estaria d'acord amb una prova, Rowbotham va aparèixer en Plymouth Hoe a l'hora assenyalada, amb el testimoniatge de l'escriptor d'astronomia Richard A. Proctor, i es va dirigir a la platja on s'havia instal·lat un telescopi.
Els seus oponents havien afirmat que només seria visible la llanterna del far de Eddystone, a unes 14 milles (22,53 km) mar endins. Malauradament, només la meitat de la llanterna era visible, però Rowbotham va afirmar que els seus oponents estaven equivocats i que demostrava que la Terra era realment plana, i va estar d'acord que "algunes de les conclusions més importants de l'astronomia moderna havien estat seriosament invalidades".
En el 1856, Rowbotham es va casar per segona vegada i va tenir dos fills, un dels quals va morir en la infància. En 1861, quan tenia 46 anys, Rowbotham es va casar amb una nena de 15 anys (amb qui vivia en el moment del matrimoni) i es va establir a Londres, tenint 15 fills coneguts, dels quals només quatre van sobreviure. Va ser nomenat en nombrosos casos de morts per negligència, inclosa una "mort per accident" per enverinar per incidència, a un dels seus propis fills. També va ser acusat responsable d'altres morts utilitzant les seves cures de fòsfor. També suposadament estava usant el nom de "Dr. Samuel Birley", vivint en una bella casa, venent els secrets per a prolongar la vida humana i curar totes les malalties imaginables. El matemàtic Augustus De Morgan es refereix a ell com S. Goulden. Va patentar una sèrie d'invencions, inclòs un "vagó de ferrocarril cilíndric que salva vides". Però no se sap que hagi estat titulat en medicina i les seves professions es denominen en diferents moments "químic, metge, periodista, bullidor de sabó".
El seu llibre Zetetic Astronomy: The Earth not a Globe va ser publicat el 1864. Les seves conferències van continuar i els ciutadans, ja preocupats, van enviar cartes a l'Astrònom Real a la recerca de refutacions de les seves afirmacions. Un corresponsal del Leeds Times va observar que "una cosa que va demostrar va ser que els afeccionats a la ciència que no estan acostumats a la defensa de la plataforma són incapaces d'enfrontar-se a un home, un xerraire si es vol (però intel·ligent i totalment convençut de la seva teoria), totalment conscient de la feblesa dels seus oponents".